# 近代家族
近代家族とは家族の形式を表す言葉の一つであり、近代家族となっている構成員のそれぞれは互いに対して人格の尊重や愛情や信頼が有されており、これらが各員に有されているがゆえに家族が成り立たされているようなもののことをいう。近代家族となっている家族においては子供の養育が重要な事柄となっており、これは構成員にとっての重要な責務ということになる。これは家父長制などという前近代においてとられていた家族の形式とは対になる家族の形式である。